# ويليام سيلرز
ويليام سيلرز (بالإنجليزية: William Sellers)‏ هو كاتب سيناريو ومهندس ومخترع أمريكي، ولد في 19 سبتمبر 1824 في Upper Darby Township, Pennsylvania ‏ في الولايات المتحدة، وتوفي في 24 يناير 1905 في فيلادلفيا في الولايات المتحدة.

## وصلات خارجية
- ويليام سيلرز على موقع IMDb (الإنجليزية)
- ويليام سيلرز على موقع الموسوعة البريطانية (الإنجليزية)
- ويليام سيلرز على موقع قاعدة بيانات الفيلم (الإنجليزية)